# Умар Диаби
Умар Диаби (на френски: Oumar Diaby; роден на 7 февруари 1990 в Байон) е бивш френски футболист, който е играл като нападател.

## Клубна кариера

### Ранна кариера
Юношеските си години прекарва в отбора от родния си град Авирон Байоне, след което заиграва за един сезон във втория отбор на испанския елитен Реал Сосиедад. Следващите три сезона прекарва в отбори от долните нива на френския футбол.

### Кошице
През октомври 2013 година Диаби подписва тригодишен договор със словашкия Кошице.
На 1 декември 2012 година прави дебюта си за Кошице в мач срещу Дукла Банска Бистрица. Първия си гол за клуба отбелязва на 2 март 2013 година при победата с 3-0 срещу Татран Прешов. На 2 април 2013 година отбелязва дузпа за равенството 1-1 срещу Слован Братислава.
С отбора на Кошице успява да спечели Купата на Словакия за сезон 2013/14.

### Левски София
На 17 юли 2015 година Диаби преминава в българския гранд Левски София.
Дебюта си за Левски прави на 23 август 2015 година, влизайки като резерва през второто полувреме при загубата като гост с 0-1 срещу Локомотив Пловдив. Първия си гол за българския клуб отбелязва на 13 септември 2015 година при победата като гост над Славия.

## Успехи
- Купа на Словакия: 2013/14